# Bois de banane
Bois de banane est un nom vernaculaire de plantes à fleurs ambigu. Il peut faire référence à La Réunion à deux espèces :
- Polyscias repanda, une plante de la famille des Araliaceae
- Xylopia richardii, un arbre de la famille des Annonaceae